# Lista do Patrimônio Mundial no Peru
A Organização das Nações Unidas para a Educação, a Ciência e a Cultura (UNESCO) propôs um plano de proteção aos bens culturais do mundo, através do Comité sobre a Proteção do Património Mundial Cultural e Natural, aprovado em 1972. Esta é uma lista do Patrimônio Mundial existente no Peru, especificamente classificada pela UNESCO e elaborada de acordo com dez principais critérios cujos pontos são julgados por especialistas na área. O Peru, que atualmente ocupa uma região de efervescência cultural e política na era pré-colombiana marcada principalmente pelo florescer do Império Inca, ratificou a convenção em 24 de fevereiro de 1982, tornando seus locais históricos elegíveis para inclusão na lista.
A Cidade de Cusco e o Santuário Histórico de Machu Picchu foram os primeiros sítio peruanos incluídos na lista do Patrimônio Mundial, por ocasião da 7ª sessão do Comitê do Patrimônio Mundial, realizada em Florença, em 1983. Desde a última inclusão em 2010, o Peru abriga 11 sítios inscritos na lista do Patrimônio Mundial, sendo sete deles registrados como bem cultural, dois deles como bem natural e outros dois como bem de caráter misto, atendendo aos critérios de seleção de cultura e natureza que é determinado pelos critérios da organização. Somente 6 dos 25 departamentos do Peru estão representados na lista, sendo os departamentos de Ancash e Cusco os que reúnem a maior quantidade de sítios históricos. 
Em 1997, um incêndio florestal nas colinas próximas de Machu Picchu ameaçou o sítio até a chegada das autoridades locais. Com a contenção das chamas, o sítio histórico não sofreu danos. No início de 2010, grandes tempestades afetaram a região de Machu Picchu e a cidade de Cusco. Em janeiro do mesmo ano, um grande grupo de turistas se encontravam no local quando um deslizamento de terra bloqueou uma das ferrovias de interligam os dois sítios. Os turistas foram evacuados por helicópteros e o deslizamento danificou parcialmente a estrutura tombada. Machu Picchu segue como um dos locais mais visitados do Peru e da América Latina em observado estado de preservação.

## Bens culturais e naturais
O Peru conta atualmente com os seguintes sítios declarados como Patrimônio Mundial pela UNESCO:
| | Cidade de Cuzco |
| Bem cultural inscrito em 1983. |                 |
| Localização: Cusco |                 |
| Cuzco foi desenvolvida pelo rei inca Pachacutec, que governou o Reino de Cuzco em sua expansão ao se tornar o Império Inca no século XV. A cidade tornou-se a mais importante do Império Inca, dividida entre áreas distintas para uso administrativo e religioso e circundada por um organizado sistema de agricultura, artesanato e industrial. Os espanhóis conquistaram o império no século XVI. Construíram igrejas e edifícios barrocos sobre as ruínas incas. Cuzco é uma das mais altas cidade do mundo. (UNESCO/BPI) |                 |

| | Santuário Histórico de Machu Picchu |
| Bem cultural inscrito em 1983. |                                     |
| Localização: Cusco |                                     |
| Situada a 2.430 metros de altitude em uma paisagem de grande beleza, em meio a um bosque tropical de montanha, o santuário de Machu Picchu foi provavelmente a mais impressionante realização arquitetônica do Império Inca em seu apogeu. Suas muralhas, terraços e rampas gigantescas dão a impressão de terem sido esculpidas na superfície das rochas, como se formassem parte deste. O marco natural, situado na vertente oriental dos Andes, forma parte da bacia superior do Amazonas, que possui fauna e flora muito variadas. |                                     |

| | Sítio Arqueológico de Chavin |
| Bem cultural inscrito em 1985. |                              |
| Localização: Ancash |                              |
| O Sítio Arquelógico de Chavin deve seu nome à cultura que se desenvolveu entre os anos 1500 e 300 a.C. no alto vale dos Andes peruanos no qual se encontra. A arquitetura deste conjunto monumental de praças e terraços amplos rodeados por construções de pedra lavrada, assim como sua ornamentação em grande parte zoomorfa, dão um aspecto impressionante a este lugar de culto, que é um dos sítios pré-colombianos mais célebres e antigos. (UNESCO/BPI) |                              |

| | Parque Nacional de Huascarán |
| Bem natural inscrito em 1985. |                              |
| Localização: Ancash |                              |
| Na Cordilheira Branca, a cadeia montanhosa tropical mais alta do mundo, o Monte Huascarán se ergue a 6.768 metros acima do nível do mar. Seu entorno abriga lagos glaciares, cascatas e vegetação variada que formam um conjunto de beleza espetacular. Este sítio abriga espécies animais como o urso-de-óculos e o condor andino. (UNESCO/BPI) |                              |

| | Zona Arqueológica de Chan Chan |
| Bem cultural inscrito em 1986, em perigo desde 1986. |                                |
| Localização: La Libertad |                                |
| Chan Chan foi capital do reino chimú, que conheceu seu máximo esplendor no século XV, pouco antes de sucumbir ao poder do Império Inca. A disposição desta cidade, uma das mais importantes da América pré-colombiana, foi resultado da aplicação de uma rigorosa estratégia política e social, evidenciada pela sua divisão em nove "cidadelas" ou "palácios" que formam unidade independentes. (UNESCO/BPI) |                                |

| | Parque Nacional de Manú |
| Bem natural inscrito em 1987. |                         |
| Localização: Madre de Dios / Cuzco |                         |
| Este imenso parque de 1.500.000 hectares possui uma grande variedade de vegetação estratificada entre 150 e 4.200 metros de altura. O bosque tropical das zonas menos elevadas abriga uma variedade incomparável de espécies animais e vegetais. Foram identificados nele cerca de 850 classes de pássaros. Algumas espécies pouco comuns como a nútria e o tatu gigantes encontraram refúgio nesta região, onde também pode-se observar a presença frequente de jaguares. (UNESCO/BPI) |                         |

| | Centro Histórico de Lima |
| Bem cultural inscrito em 1988. |                          |
| Localização: Lima |                          |
| Lima, a "Cidade dos Reis", foi a capital mais importante dos domínios espanhóis na América do Sul até meados do século XVIII. Apesar dos graves danos sofridos por conta de terremotos, possui numerosos monumentos arquitetônicos, como o Convento de San Francisco, o maior desta categoria nesta região do planeta. Muitos edifícios de Lima são criações conjuntos de artesãos e artistas locais e arquitetos e mestres de obras do Velho Continente. (UNESCO/BPI) |                          |

| | Parque Nacional do Rio Abiseo |
| Bem natural inscrito em 1990. |                               |
| Localização: San Martín |                               |
| Este parque foi criado em 1983 para proteger a fauna e flora altamente endêmicas das florestas pluviais características desta região dos Andes. O macaco-barrigudo, que se acreditava extinto, se encontra unicamente nesta região. Os trabalhos de investigação levados a cabo desde 1985 permitiram descobrir até então 36 sítios arqueológicos situados entre 2.500 e 4.000 metros de altitude, que proporcionam uma ideia bastante completa do que foi a sociedade pré-inca. (UNESCO/BPI) |                               |

| | Linhas e Geóglifos de Nasca e das Pampas de Jumana |
| Bem cultural inscrito em 1994. |                                                    |
| Localização: Ica |                                                    |
| Situados na árida planície costeira do Peru, a cerca de 400 km ao sul de Lima, os geóglifos de Nasca e das Pampas de Jumana cobrem cerca de 450 km². Traçadas no solo entre os anos de 500 a.C. e 500 d.C., as linhas configuram um dos maiores enigmas da arqueologia devido a sua quantidade, natureza, tamanho e continuidade. Os geóglifos representam criaturas vidas, vegetais estilizados, seres fantásticos e figuras geométricas de variados quilômetros de longitude. Se supõe que tiveram uma função ritualística vinculada a astronomia. (UNESCO/BPI) |                                                    |

| | Centro Histórico da Cidade de Arequipa |
| Bem cultural inscrito em 2000. |                                        |
| Localização: Arequipa |                                        |
| Construídos na rocha vulcânica denominada siliar, os edifícios do Centro Histórico de Arequipa são representativos da fusão das técnicas de construção europeias e autóctones, mescladas ao trabalho admirável dos arquitetos e mestres de obras espanhóis e pedreiros criollos e indígenas. Esta fusão se patenteia nos robustos muros das edificações, as arcadas e abóbodas, os pátios e espaços abertos, e a completa decoração barroca das fachadas. (UNESCO/BPI) |                                        |

| | Cidade Sagrada de Caral-Supe |
| Bem cultural inscrito em 2009. |                              |
| Localização: Lima |                              |
| Caral-Supe é um sítio arqueológico de 5 mil anos de antiguidade que abriga 626 hectares. Está localizado em um planalto deserto e árido que domina o vale verdejante do rio Supe. Suas origens remontam ao período arcaico tardio dos Andes Centrais e o tornam o centro de civilização mais antigo das Américas. (UNESCO/BPI) |                              |

| | Qhapaq Ñan, Caminhos Incas |
| Bem cultural inscrito em 2014. |                            |
| Localização: Cusco / Ancash / Junín / Puno / Huánuco / La Libertad / Piura |                            |
| Este bem é compartilhado com Argentina, Bolívia, Chile, Colômbia e Equador. |                            |
| Constitui uma vasta rede viária de cerca de 30.000 quilômetros construída ao longo de vários séculos pelos incas - aproveitando em parte infraestruturas pré-incaicas já existentes - visando facilitar a comunicação, o transporte e o comércio e também com finalidade defensiva. Este extraordinário sistema de estradas se estende por uma das zonas geográficas mais contrastantes do mundo, desde os picos nevados dos Andes que se erguem a mais de 6.000 metros de altitude até a Costa do Pacífico, passando por florestas tropicais úmidas, vales férteis e desertos absolutos. (UNESCO/BPI) |                            |

## Lista indicativa
Em adição aos sítios inscritos na Lista do Patrimônio Mundial, os Estados-membros podem manter uma lista de sítios que pretendam nomear para a Lista de Patrimônio Mundial, sendo somente aceitas as candidaturas de locais que já constarem desta lista. Desde 2018, o Peru possui 8 locais na sua Lista Indicativa.
| Sítio                                  | Imagem | Localização (Região) | Ano listado | Dados UNESCO                   | Descrição |
| -------------------------------------- | ------ | -------------------- | ----------- | ------------------------------ | --------- |
| Complexo Arqueológico de Pachacamac    |        | Lima                 | 1996        | (cultural)                     | [ 24 ]    |
| Centro Histórico da Cidade de Trujillo |        | La Libertad          | 1996        | (cultural)                     |           |
| O Grande Caminho Inca                  |        | Cusco                | 2001        | ii, iii, iv, v, vi (cultural)  |           |
| Centro Histórico de Cajamarca          |        | Cajamarca            | 2002        | ii, iv (cultural)              |           |
| Lago Titicaca                          |        | Puno                 | 2005        | ii, iii, v, vi, vii, x (mixed) |           |
| Complexo Arqueológico de Kuelap        |        | Amazonas             | 2011        | iii, iv (cultural)             |           |
| Complexo Astronômico de Chankillo      |        | Ancash               | 2013        | i, iii, iv (cultural)          |           |
| Complexo Mineiro de Santa Bárbara      |        | Huancavelica         | 2017        | ii, iv (cultural)              |           |